# Fallout 4
Fallout 4 is een actierollenspel ontwikkeld door Bethesda Game Studios dat op 10 november 2015 uitgekomen is voor PlayStation 4, Windows en Xbox One. Het spel werd uitgegeven door Bethesda Softworks en is het achtste deel in de Fallout-serie.
Fallout 4 speelt zich af in een post-apocalyptisch Boston in het jaar 2287, 210 jaar na een nucleaire oorlog. Het spel begint op de dag dat de atoombommen werden gedropt, op 23 oktober 2077. Het personage van de speler schuilt op die dag in Vault 111 om 210 jaar later weer bovengronds te verschijnen. Het is in de game mogelijk om volledig een eigen karakter te ontwerpen. Aan het begin is er de keuze om door het spel te gaan als een man of een vrouw. Een van de grote veranderingen tegenover andere Fallout games is de toevoeging van een hoofdpersonage met stem. Deze stemmen zijn ingesproken door Courtenay Taylor (vrouw) en Brian T. Delaney (man).

## Gameplay
Net zoals de meeste andere games in de Fallout-franchise is de gamewereld van Fallout 4 open. Dit betekent dat de speler de volledige vrijheid heeft om buiten missies te doen wat deze verlangt. Net als Fallout New Vegas draait de hoofdverhaallijn vooral over de interacties van de speler met de verscheidende machtige groeperingen in Boston.

## Fallout 4 VR
Naast de reguliere versie van Fallout 4, heeft Bethesda Softworks op 12 december 2017 een 'virtual reality'-versie van het spel uitgebracht voor Windows. In deze versie kan men met behulp van een Oculus Rift, een HTC Vive of een andere SteamVR-compatibele bril het spel spelen. Met motion controllers kan de speler zijn wapens richten en vuren, en de Pip-Boy gebruiken. De DLC's die zijn uitgegeven voor de reguliere versie zijn niet officieel uitgebracht voor de VR-versie.

## Systeemeisen
| Minimum systeemvereisten   |                                                            |
| Besturingssysteem          | Windows 7/8/10 (64-bit vereist)                            |
| Processor                  | Intel Core i5-2300 2.8 GHz of AMD Phenom II X4 945 3.0 GHz |
| Werkgeheugen               | 8 GB                                                       |
| Videokaart (videogeheugen) | NVIDIA GTX 550 Ti (2 GB) of AMD Radeon HD 7870 (2 GB)      |
| Vrije opslagruimte         | 30 GB                                                      |

| Aanbevolen systeemvereisten |                                                    |
| Besturingssysteem           | Windows 7/8/10 (64-bit vereist)                    |
| Processor                   | Intel Core i7 4790 3.6 GHz of AMD FX-9590 4.7 GHz  |
| Werkgeheugen                | 8 GB                                               |
| Videokaart (videogeheugen)  | NVIDIA GTX 780 (3 GB) of AMD Radeon R9 290X (4 GB) |
| Vrije opslagruimte          | 30 GB                                              |